# Wiktor Iwanowitsch Tschepischny
Wiktor Iwanowitsch Tschepischny (russisch Виктор Иванович Чепижный; * 18. Februar 1934 in Dnepropetrowsk, Ukrainische SSR) ist ein russischer Schachkomponist. Von Beruf ist er Physik-Ingenieur und Journalist.

## Schachkomposition
Seit 1956 veröffentlichte Tschepischny mehr als 300 Schachaufgaben, etwa die Hälfte von ihnen wurde mit Preisen ausgezeichnet, darunter 80 erste. Er war fünffacher UdSSR-Meister in der Zweizügerabteilung (7.–9. Meisterschaft 1965–1969, 16. 1985, 17. 1987) und Preisträger in fünf weiteren Meisterschaften. Er ist Meister des Sports der UdSSR.
Er gewann zusammen mit Lew Loschinski die Goldmedaille und die Silbermedaille bei den Zweizügern und ebenfalls mit Loschinski die Bronzemedaille bei den Dreizügern in den Turnieren zur Schacholympiade 1960 in Leipzig. Im WCCI 1998–2000 wurde er Einzelweltmeister in der Zweizügerabeilung und 2004–2006 in der Hilfsmattabteilung.
Tschepischnys Fähigkeiten als Schachkomponist entwickelten sich in Zusammenarbeit mit Walentin Rudenko. Zusammen mit ihm komponierte mehr als 100 Schachaufgaben. Charakteristisch für Tschepischnys Schaffen sind Originalität der Ideen, pointiertes Spiel und Streben nach Einfachheit. Seine Lieblingsgenres sind Zweizüger mit Wechselthemen, Dreizüger und Hilfsmatt.
1965 wurde Tschepischny zum Internationalen Schiedsrichter für Schachkomposition ernannt, 1980 wurde er Großmeister für Schachkomposition der UdSSR und 1989 Großmeister für Schachkomposition des Weltschachbundes.
|   | a | b | c | d | e | f | g | h |   |
| 8 |   |   |   |   |   |   |   |   | 8 |
| 7 |   |   |   |   |   |   |   |   | 7 |
| 6 |   |   |   |   |   |   |   |   | 6 |
| 5 |   |   |   |   |   |   |   |   | 5 |
| 4 |   |   |   |   |   |   |   |   | 4 |
| 3 |   |   |   |   |   |   |   |   | 3 |
| 2 |   |   |   |   |   |   |   |   | 2 |
| 1 |   |   |   |   |   |   |   |   | 1 |
|   | a | b | c | d | e | f | g | h |   |

Lösung:

1. Ta6–a2 Zugzwang Lb2–g7

2. Ta2–g2 Lg7–d4

3. Tg2–h2 matt

2. … Lg7–e5

3. Tg2–g1 matt

1. … Lb2–e5

2. Ta2–f2 (droht 3. Tf2–f1 matt) Le5–h2 oder Le5–d4

3. Tf2(x|-)h2 matt

## Schachfunktionär
Seit 1977 ist Tschepischny Chefredakteur der Schachredaktion des Verlags Fiskultura i sport. Ab 1982 war er Vizepräsident der PCCC, 1980 bis 1989 Vorsitzender der Zentralen Kommission für Schachkomposition der Schachföderation der UdSSR.

## Werke
- Wiktor Iwanowitsch Tschepischny (Hrsg.): Schachmatnaja komposizija 1977-1982. Fiskultura i sport, Moskwa, 1983
- Alexander Alexandrowitsch Tischkow; Wiktor Iwanowitsch Tschepischny (Hrsg.): Schachmatyje sadatschi-miniatjury. Fiskultura i sport, Moskwa, 1987